# Cayucos, California
Cayucos, California (енгл. Cayucos) насељено је место без административног статуса у америчкој савезној држави Калифорнија.

## Демографија
По попису из 2010. године број становника је 2.592, што је 351 (-11,9%) становника мање него 2000. године.
| Група             | 2000.         | 2010.         |
| Белци             | 2.645 (89,9%) | 2.249 (86,8%) |
| Афроамериканци    | 7 (0,2%)      | 6 (0,2%)      |
| Азијати           | 37 (1,3%)     | 54 (2,1%)     |
| Хиспаноамериканци | 200 (6,8%)    | 207 (8,0%)    |
| Укупно            | 2.943         | 2.592         |